# Psyché (psychologie)
Pour les articles homonymes, voir Psyché.
Dans le domaine de la psychologie, et plus particulièrement dans le domaine de la psychologie analytique, la psyché désigne l'ensemble des phénomènes psychiques.
Synonyme de l'activité mentale, elle englobe toutes les manifestations conscientes et inconscientes d'un individu. 
Le mot psyché vient du verbe grec psukhein qui signifie souffler, d'où psukhé ; habituellement le mot psyché est traduit par âme. Chez Aristote, le mot psyché désignait le principe vital aussi bien que le principe pensant. 
Constituée de composantes innées et acquises, elle est le socle de la personnalité. 
C'est à partir de la différenciation entre psyché et conscient que Sigmund Freud et Carl Gustav Jung purent étudier la notion d'inconscient[réf. souhaitée]. Le terme psychisme est souvent employé en français dans le même sens.
« Jung a choisi les termes psyché et psychique pour parler de l'esprit et de l'activité mentale, car si esprit et mental sont principalement associés à la conscience, psyché et psychique couvrent à la fois la conscience et l'inconscient. »
Le mot est employé par les psychologues analytiques et psychanalystes contemporains pour éviter les mots âme et esprit qui ont une connotation religieuse. Cependant, parce qu'il est la traduction de l'anglais mind, le terme « esprit » gagne en popularité dans les écrits scientifiques ou de vulgarisation, y compris pour désigner les processus mentaux non-conscients.